# Jarmina
Jarmina (deutsch Jahrmein oder Hermann, ungarisch Járomnaszentmiklós, serbisch Јармина) ist ein Dorf und eine Gemeinde im östlichen Kroatien.
Es gehört der Gespanschaft Vukovar-Srijem und liegt in der historischen Region Slawonien. Vor dem Zweiten Weltkrieg war das Dorf größtenteils von der deutschsprachigen Bevölkerungsgruppe, den sogenannten Donauschwaben, besiedelt. In der Volkszählung im Jahr 2011 gaben 99,27 % der 2458 Einwohner an, Kroaten zu sein.